# Schichtberge
Die Schichtberge sind ein markanter Berg mit mehreren Gipfeln im antarktischen Königin-Maud-Land. Er ragt 6,5 km westsüdwestlich des Ritschergipfels im Otto-von-Gruber-Gebirge des Wohlthatmassivs auf.
Entdeckt, als Gebirge identifiziert und dementsprechend benannt wurde er bei der Deutschen Antarktischen Expedition 1938/39 unter der Leitung des Polarforschers Alfred Ritscher. Namensgebend ist die Bänderung des Berges durch unterschiedliche Gesteinsschichten.